# 阳川乡校站
陽川鄉校站（：／ Yangcheon-hyanggyo yeok */?）是首爾地鐵9號線沿線的一座地下車站，位於韓國首爾特別市江西區加陽洞。站名並非取自陽川區，而是以鄰近的陽川鄉校命名。

## 車站構造
站體為2面2線側式月台的地下車站，候車月台設有月台幕門，並有8處出口。

### 月台配置
| 麻谷渡口 ↑ |
| \| 上      |
| ↓ 加陽     |

| 月台 | 路線           | 目的地                                                                 |
| ---- | -------------- | ---------------------------------------------------------------------- |
| 上行 | ●首爾地鐵9號線 | 麻谷渡口、新傍花、金浦機場、開花方向                                   |
| 下行 | ●首爾地鐵9號線 | 加陽、鷺梁津、新論峴、綜合運動場、石村、奧林匹克公園、中央報勳醫院方向 |

## 歷史
- 2009年7月24日：落成啟用。

## 車站周邊
- Mizmedi醫院
- 陽川鄉校（朝鲜语：양천향교）
- 麻谷大橋（朝鲜语：마곡대교）
- 陽川古城遺址（朝鲜语：서울 양천고성지）
- 宮山近鄰公園
- 謙齋鄭敾美術館
- CU傳媒（朝鲜语：CU미디어）
- 韓國通訊加陽營業所
- 東洋高校
- 城才中學
- 首爾陽川初等學校
- 鉢山站

## 圖片

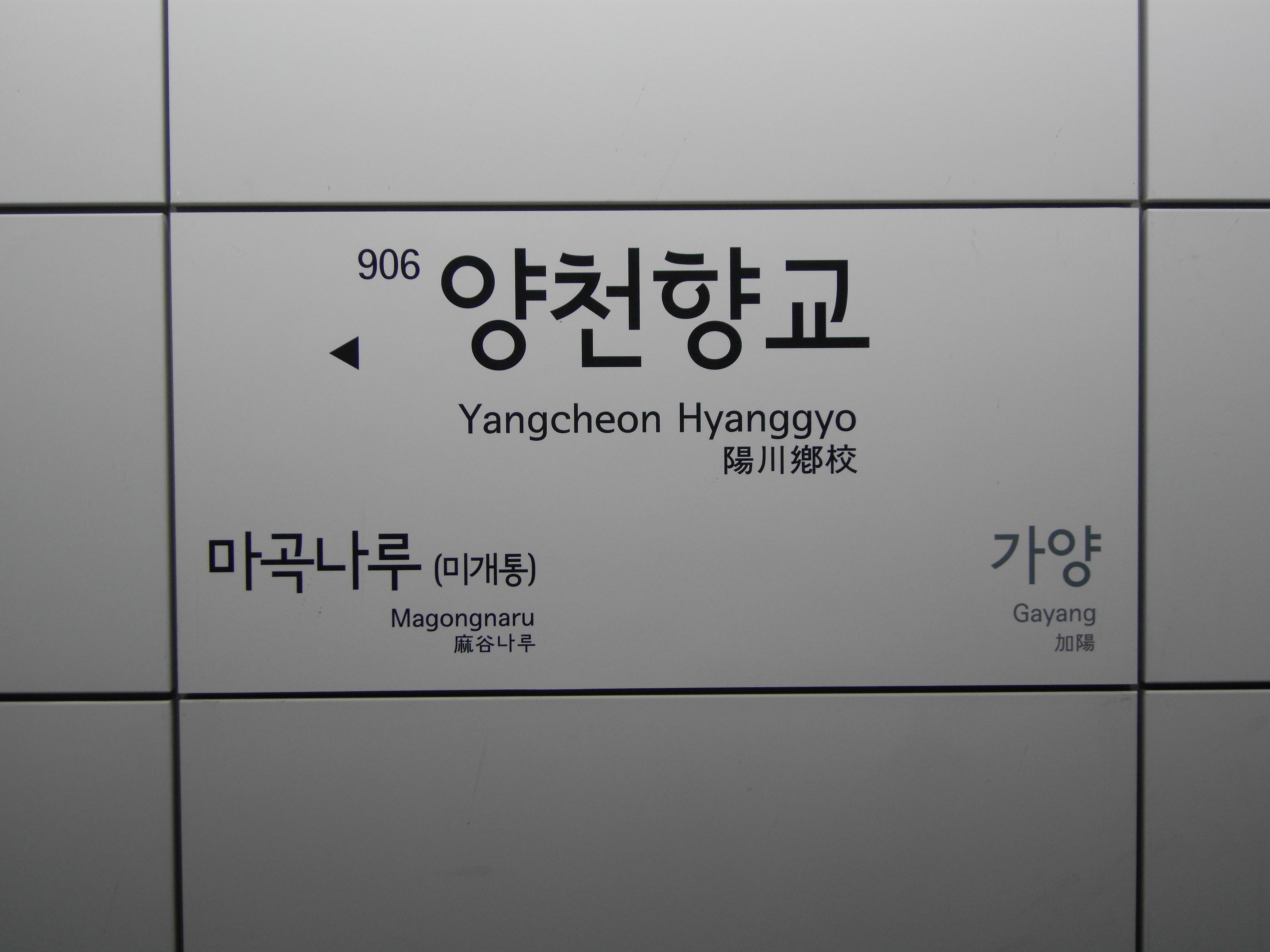
站名牌
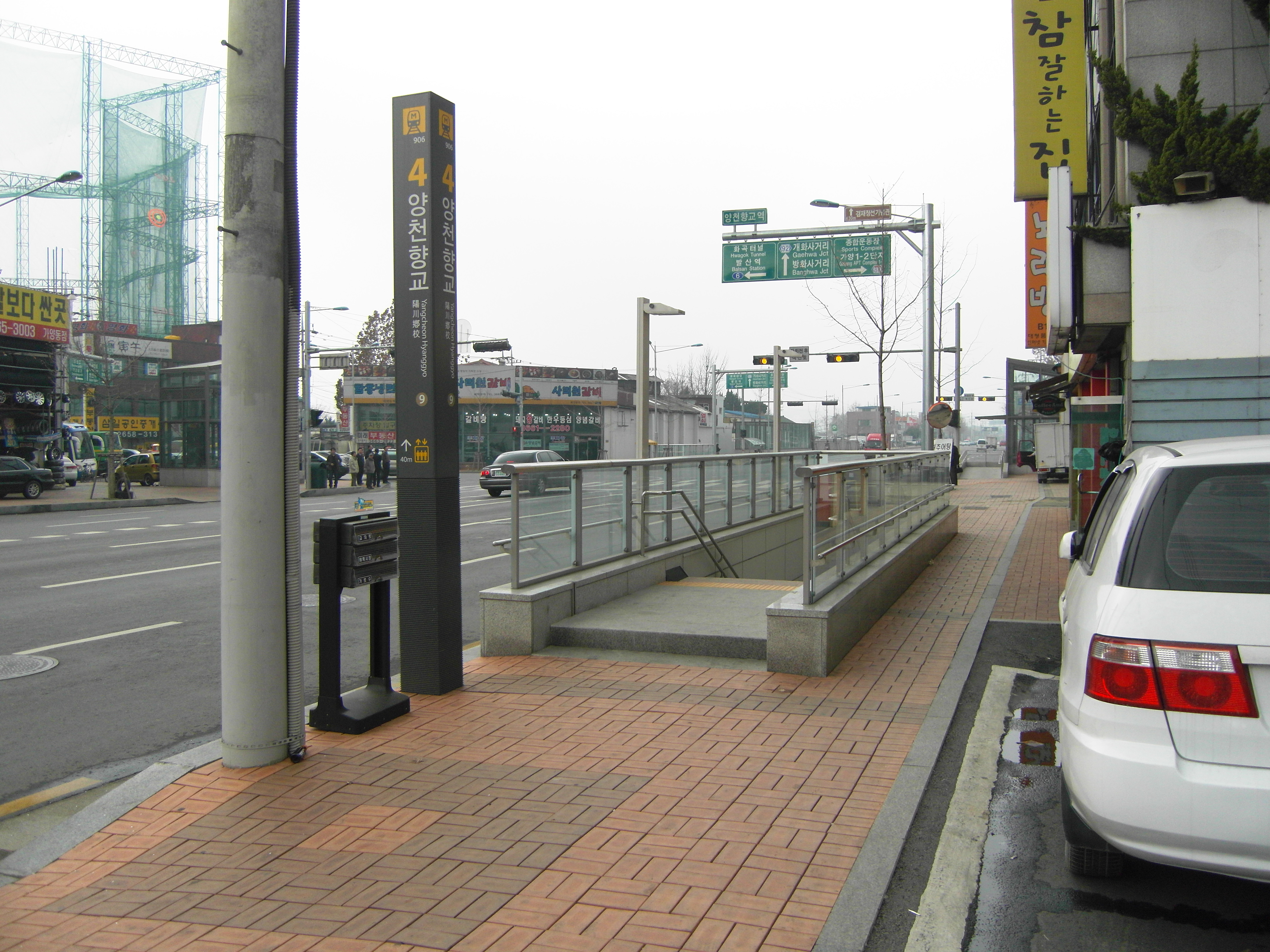
4號出口
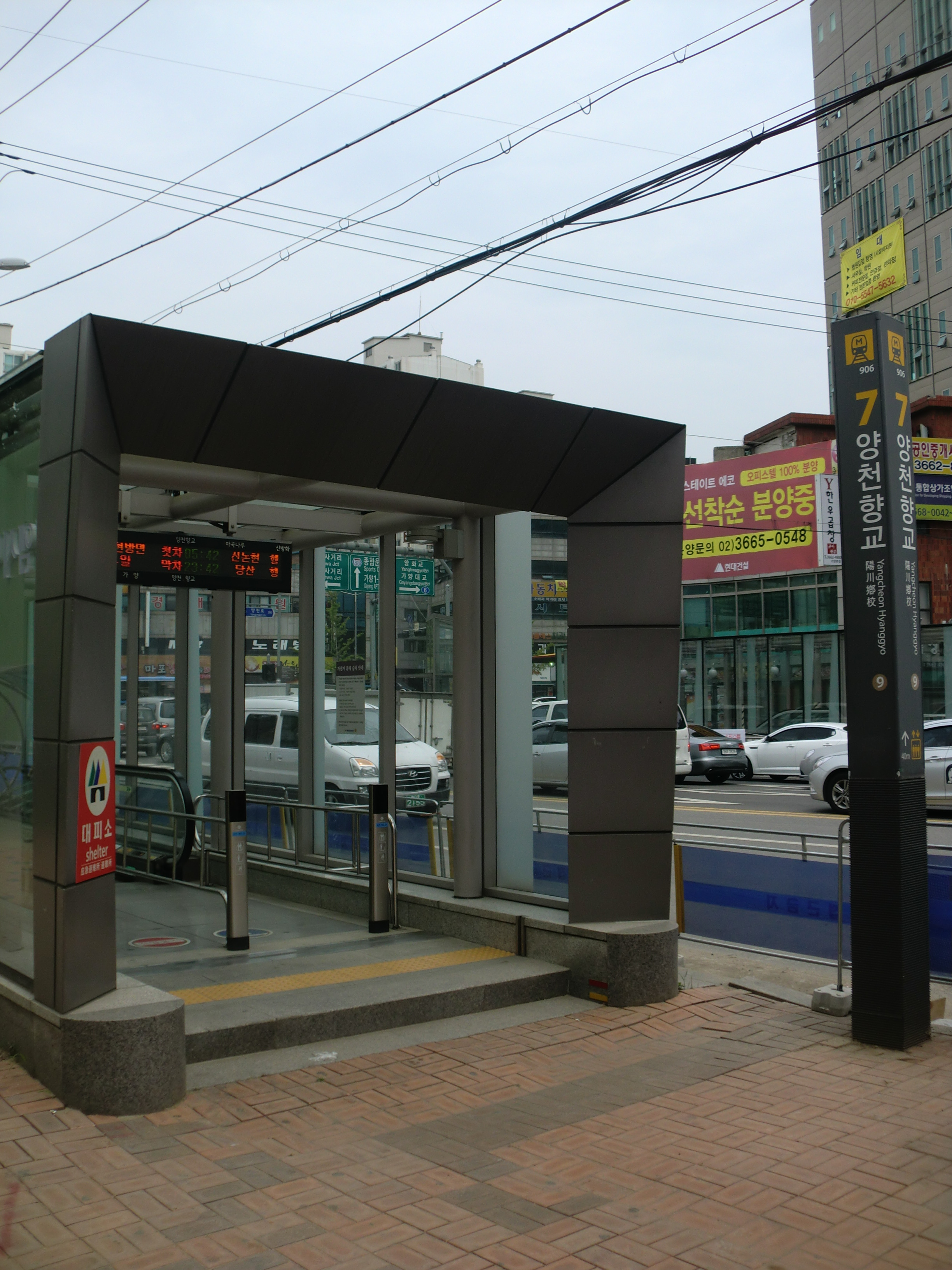
7號出口

## 相鄰車站
首爾市地鐵9號線
●首爾地鐵9號線
一般
麻谷渡口（905）－陽川鄉校（906）－加陽（907）